# Persone di nome Ken
| Questa pagina contiene informazioni ricavate automaticamente dalle voci biografiche con l'ausilio del template Bio e di un bot. L'aggiornamento è periodico e automatico e ricostruisce completamente la pagina. Se manca una persona in questa lista, sei pregato di non aggiungerla, ma accertati piuttosto che la sua voce biografica contenga il template Bio e che i dati anagrafici siano correttamente compilati. Se il template Bio manca, inseriscilo tu stesso o, in alternativa, metti l'avviso {{tmp\|Bio}} che ne segnala la mancanza. Se i dati riportati sono sbagliati, correggi direttamente la voce biografica; le modifiche saranno visibili in questa lista entro pochi giorni. Per chiarimenti vedi il progetto antroponimi. La lista contiene solo le 157 persone che sono citate nell'enciclopedia e per le quali è stato implementato correttamente il template Bio. Pagina aggiornata al 22 lug 2025. |

Questa è una lista di persone presenti nell'enciclopedia che hanno il nome Ken, suddivise per attività principale.

## Allenatori di calcio(6)
- Ken Beamish, allenatore di calcio e ex calciatore inglese (Bebington, n. 1952)
- Ken Birch, allenatore di calcio e calciatore inglese (Birkenhead, n. 1933 - † 2015)
- Ken Bracewell, allenatore di calcio e ex calciatore inglese (Colne, n. 1936)
- Ken Charlery, allenatore di calcio e ex calciatore santaluciano (Stepney, n. 1964)
- Ken Cooper, allenatore di calcio e ex calciatore inglese (Blackpool, n. 1946)
- Ken Dugdale, allenatore di calcio e ex calciatore neozelandese (Liverpool, n. 1950)

## Altisti(1)
- Ken Wiesner, altista statunitense (Milwaukee, n. 1925 - Minocqua, † 2019)

## Arbitri di calcio(1)
- Ken Henry Johnsen, arbitro di calcio norvegese (Tønsberg, n. 1975)

## Arbitri di pallacanestro(1)
- Ken Mauer, arbitro di pallacanestro statunitense (Saint Paul, n. 1955)

## Artisti(2)
- Ken Done, artista australiano (n. 1940)
- Ken Lum, artista canadese (Vancouver, n. 1956)

## Artisti marziali misti(1)
- Ken Hasegawa, artista marziale misto giapponese (Yokohama, n. 1987)

## Attori(24)
- Ken Clark, attore statunitense (Neffs, n. 1927 - Roma, † 2009)
- Ken Curtis, attore statunitense (Lamar, n. 1916 - Fresno, † 1991)
- Ken Duken, attore tedesco (Heidelberg, n. 1979)
- Ken Foree, attore statunitense (Indianapolis, n. 1948)
- Ken Gampu, attore sudafricano (Germiston, n. 1929 - Vosloorus, † 2003)
- Ken Jenkins, attore statunitense (Dayton, n. 1940)
- Ken Kercheval, attore statunitense (Wolcottville, n. 1935 - Clinton, † 2019)
- Ken Lynch, attore statunitense (Cleveland, n. 1910 - Burbank, † 1990)
- Ken Marino, attore e sceneggiatore statunitense (West Islip, n. 1968)
- Ken Marshall, attore e produttore cinematografico statunitense (New York, n. 1950)
- Ken Mayer, attore statunitense (San Francisco, n. 1918 - North Hollywood, † 1985)
- Ken Maynard, attore statunitense (Vevay, n. 1895 - Woodland Hills, † 1973)
- Ken Mitsuishi, attore giapponese (Fukuoka, n. 1961)
- Ken Ogata, attore giapponese (Tokyo, n. 1937 - Yokohama, † 2008)
- Ken Olin, attore, regista e produttore televisivo statunitense (Chicago, n. 1954)
- Ken Sagoes, attore statunitense (Atlanta, n. 1964)
- Ken Scott, attore statunitense (Brooklyn, n. 1928 - Los Angeles, † 1986)
- Ken Swofford, attore statunitense (Du Quoin, n. 1933 - Pacific Grove, † 2018)
- Ken Takakura, attore giapponese (Kitakyūshū, n. 1931 - Tokyo, † 2014)
- Ken Uehara, attore giapponese (Tokyo, n. 1909 - Tokyo, † 1991)
- Ken Utsui, attore giapponese (Tokyo, n. 1931 - Nagoya, † 2014)
- Ken Wahl, attore statunitense (Chicago, n. 1954)
- Ken Watanabe, attore e doppiatore giapponese (Koide, n. 1959)
- Ken Yoshizawa, attore giapponese (Kanagawa, n. 1946)

## Attori pornografici(2)
- Ken Ryker, ex attore pornografico statunitense (Jeonju, n. 1972)
- Ken Shimizu, attore pornografico giapponese (n. 1979)

## Attori teatrali(1)
- Ken Jennings, attore teatrale e cantante statunitense (Jersey City, n. 1947)

## Autori di videogiochi(2)
- Ken Levine, autore di videogiochi e scrittore statunitense (New York, n. 1966)
- Ken Williams, autore di videogiochi statunitense (n. 1954)

## Batteristi(2)
- Ken Mary, batterista statunitense
- Ken Owen, batterista inglese (St Helens, n. 1970)

## Bobbisti(2)
- Ken Kotyk, bobbista canadese (Canora, n. 1981)
- Ken Leblanc, ex bobbista canadese (Ottawa, n. 1968)

## Calciatori(32)
- Ken Coote, calciatore inglese (Paddington, n. 1928 - Isleworth, † 2003)
- Ken Gule, ex calciatore papuano
- Ken Hancock, calciatore inglese (Milton, n. 1937 - † 2025)
- Ken Hill, ex calciatore inglese (Canterbury, n. 1953)
- Ken Hodgkisson, calciatore inglese (n. 1933 - † 2018)
- Ken Hodgson, calciatore inglese (Newcastle upon Tyne, n. 1942 - † 2007)
- Ken Ilsø, ex calciatore danese (Copenaghen, n. 1986)
- Ken Iwao, calciatore giapponese (Tatebayashi, n. 1988)
- Ken Iwase, ex calciatore giapponese (Prefettura di Gunma, n. 1975)
- Ken Kallaste, calciatore estone (Tallinn, n. 1988)
- Ken Keyworth, calciatore inglese (Rotherham, n. 1934 - † 2000)
- Ken Krolicki, calciatore giapponese (Tokyo, n. 1996)
- Ken Leek, calciatore gallese (Ynysybwl, n. 1935 - Daventry, † 2007)
- Ken Leemans, ex calciatore belga (Vilvoorde, n. 1983)
- Ken Mallender, ex calciatore inglese (Rotherham, n. 1943)
- Ken Masauvakalo, calciatore vanuatuano (n. 1984 - † 2009)
- Ken Matsubara, calciatore giapponese (Ōita, n. 1993)
- Ken McDonald, ex calciatore scozzese (Kilwinning, n. 1945)
- Ken McNaught, ex calciatore scozzese (Kirkcaldy, n. 1955)
- Ken Mulhearn, calciatore inglese (Liverpool, n. 1945 - † 2018)
- Ken Naganuma, calciatore giapponese (Prefettura di Hiroshima, n. 1930 - † 2008)
- Ken Nkuba, calciatore belga (n. 2002)
- Ken Noel, ex calciatore austriaco (Vienna, n. 1991)
- Ken Noritake, calciatore giapponese (n. 1922 - † 1994)
- Ken Pears, calciatore canadese (Vancouver, n. 1934 - † 2022)
- Ken Reichel, ex calciatore tedesco (Berlino, n. 1986)
- Ken Sema, calciatore svedese (Norrköping, n. 1993)
- Stefan Strandberg, ex calciatore norvegese (Lyngdal, n. 1990)
- Ken Tokura, calciatore giapponese (Tokyo, n. 1986)
- Ken Tribbett, ex calciatore statunitense (Centennial, n. 1992)
- Ken Wallace, ex calciatore inglese (Londra, n. 1952)
- Ken Whitfield, calciatore inglese (Spennymoor, n. 1930 - † 1995)

## Canoisti(1)
- Ken Wallace, canoista australiano (Gosford, n. 1983)

## Cantanti(5)
- Ken Chu, cantante e attore taiwanese (Taiwan, n. 1979)
- Ken Hirai, cantante e produttore discografico giapponese (Higashiōsaka, n. 1972)
- Ken Narita, cantante giapponese (Tokyo, n. 1945 - † 2018)
- Ken Stringfellow, cantante e chitarrista statunitense (Hollywood, n. 1968)
- Ken Tamplin, cantante e chitarrista statunitense (n. 1963)

## Cestisti(5)
- Ken Boyd, ex cestista statunitense (Frederick, n. 1952)
- Ken Burbridge, ex cestista australiano (n. 1950)
- Ken Larsen, cestista canadese (Calgary, n. 1935 - † 2012)
- Ken McIntyre, cestista statunitense (Queens, n. 1943 - † 2006)
- Ken McKenzie, ex cestista canadese (Port Coquitlam, n. 1952)

## Comici(1)
- Ken Shimura, comico, attore e cantante giapponese (Higashimurayama, n. 1950 - Tokyo, † 2020)

## Compositori(2)
- Ken Darby, compositore statunitense (Hebron, n. 1909 - Sherman Oaks, † 1992)
- Ken Thorne, compositore britannico (East Dereham, n. 1924 - Los Angeles, † 2014)

## Direttori artistici(1)
- Ken Anderson, direttore artistico, sceneggiatore e disegnatore statunitense (Seattle, n. 1909 - La Cañada Flintridge, † 1993)

## Disegnatori(1)
- Ken Sugimori, disegnatore giapponese (Tokyo, n. 1966)

## Doppiatori(2)
- Ken Hudson Campbell, doppiatore e attore statunitense (n. 1962)
- Ken Narita, doppiatore e attore giapponese (Prefettura di Saitama, n. 1964)

## Fotografi(1)
- Ken Domon, fotografo e fotoreporter giapponese (Sakata, n. 1909 - Tokyo, † 1990)

## Fumettisti(3)
- Ken Akamatsu, fumettista e politico giapponese (Prefettura di Tokyo, n. 1968)
- Ken Ishikawa, fumettista, scrittore e sceneggiatore giapponese (Karasuyama, n. 1948 - † 2006)
- Ken Wakui, fumettista giapponese

## Giocatori di football americano(7)
- Ken Bishop, giocatore di football americano statunitense (Fort Lauderdale, n. 1990)
- Ken Geddes, ex giocatore di football americano statunitense (Jacksonville, n. 1947)
- Ken Hamlin, ex giocatore di football americano statunitense (Memphis, n. 1981)
- Ken Hike jr., giocatore di football americano statunitense (Decatur, n. 1995)
- Ken Izawa, ex giocatore di football americano giapponese
- Ken Norton Jr., ex giocatore di football americano e allenatore di football americano statunitense (Jacksonville, n. 1966)
- Ken Shimizu, ex giocatore di football americano e allenatore di football americano giapponese (n. 1979)

## Giocatori di poker(1)
- Ken Flaton, giocatore di poker statunitense (New York, n. 1940 - Henderson, † 2004)

## Giocatori di snooker(1)
- Ken Doherty, giocatore di snooker irlandese (Dublino, n. 1969)

## Hockeisti su ghiaccio(2)
- Ken André Olimb, hockeista su ghiaccio norvegese (Oslo, n. 1989)
- Ken Yaremchuk, ex hockeista su ghiaccio canadese (Edmonton, n. 1964)

## Informatici(4)
- Ken Coar, programmatore statunitense (n. 1960)
- Ken Forbus, informatico statunitense
- Ken Kutaragi, informatico e inventore giapponese (Tokyo, n. 1950)
- Ken Silverman, informatico statunitense (Mount Kisco, n. 1975)

## Judoka(1)
- Ken Noritomo Otani, judoka, allenatore di judo e militare giapponese (Tokyo, n. 1920 - Tokyo, † 2017)

## Lottatori(1)
- Ken Matsui, lottatore giapponese (Prefettura di Aichi, n. 2001)

## Matematici(1)
- Ken Ono, matematico statunitense (Filadelfia, n. 1968)

## Montatori(1)
- Ken Schretzmann, montatore statunitense (n. 1960)

## Musicisti(2)
- Ken Ishii, musicista e disc jockey giapponese (Tokyo, n. 1970)
- Ken McIntyre, musicista statunitense (Boston, n. 1931 - New York City, † 2001)

## Piloti automobilistici(1)
- Ken Gushi, pilota automobilistico giapponese (Okinawa, n. 1986)

## Piloti motociclistici(2)
- Ken Mudford, pilota motociclistico neozelandese (n. 1923 - † 2004)
- Ken Roczen, pilota motociclistico tedesco (Apolda, n. 1994)

## Pistard(1)
- Ken Frost, ex pistard danese (Rødovre, n. 1967)

## Pittori(1)
- Ken Kelly, pittore statunitense (New London, n. 1946 - † 2022)

## Produttori discografici(1)
- Ken Caillat, produttore discografico statunitense (n. 1946)

## Pugili(2)
- Ken Buchanan, pugile britannico (Edimburgo, n. 1945 - † 2023)
- Ken Norton, pugile e attore statunitense (Jacksonville, n. 1943 - Las Vegas, † 2013)

## Rapper(2)
- Nekfeu, rapper e attore francese (La Trinité, n. 1990)
- Ken Ring, rapper svedese (Bro, n. 1979)

## Registi(5)
- Ken Finkleman, regista e sceneggiatore canadese (Winnipeg, n. 1946)
- Ken G. Hall, regista, produttore cinematografico e sceneggiatore australiano (Sydney, n. 1901 - Sydney, † 1994)
- Ken Hughes, regista, scrittore e produttore cinematografico inglese (Liverpool, n. 1922 - Los Angeles, † 2001)
- Ken Jacobs, regista statunitense (Brooklyn, n. 1933)
- Ken Whittingham, regista statunitense

## Sassofonisti(1)
- Ken Vandermark, sassofonista, clarinettista e compositore statunitense (Natick, n. 1964)

## Sceneggiatori(1)
- Ken Scott, sceneggiatore, regista e attore canadese (Dalhousie, n. 1970)

## Sciatori alpini(3)
- Ken Caillot, sciatore alpino francese (n. 1998)
- Ken Corrock, ex sciatore alpino statunitense (n. 1949)
- Ken Phelps, ex sciatore alpino statunitense (n. 1943)

## Scrittori(7)
- Ken Bruen, scrittore irlandese (Galway, n. 1951 - Galway, † 2025)
- Ken Follett, scrittore britannico (Cardiff, n. 1949)
- Ken Grimwood, scrittore statunitense (Dothan, n. 1944 - Santa Barbara, † 2003)
- Ken Kalfus, scrittore e giornalista statunitense (New York, n. 1954)
- Ken Kesey, scrittore statunitense (La Junta, n. 1935 - Eugene, † 2001)
- Ken Paisli, scrittore e giornalista neozelandese (n. 1970)
- Ken Uston, scrittore statunitense (New York, n. 1935 - Parigi, † 1987)

## Snowboarder(1)
- Ken Vuagnoux, snowboarder francese (Nizza, n. 1995)

## Sovrani(1)
- Ken Arok, sovrano (n. 1182 - † 1227)

## Tennisti(2)
- Ken Flach, tennista statunitense (Saint Louis, n. 1963 - San Francisco, † 2018)
- Ken Skupski, ex tennista britannico (Liverpool, n. 1983)

## Trombettisti(1)
- Ken Colyer, trombettista britannico (Londra, n. 1928 - Londra, † 1988)

## Tuffatori(1)
- Ken Terauchi, tuffatore giapponese (Takarazuka, n. 1980)

## Wrestler(1)
- Ken Anderson, wrestler statunitense (Two Rivers, n. 1976)

## Senza attività specificata(3)
- Ken Ralston, effettista statunitense (n. 1954)
- Ken Scott, tecnico del suono britannico (Londra, n. 1947)
- Ken Townsend, tecnico del suono britannico (Londra, n. 1933)